# У зони (роман)
У зони је књига босанскохерцеговачке ауторке Ламије Бегагић, из 2016. објављена у издању Фабрике књига из Београда.

## О књизи
У зони је први роман Лемије Бегагић који настао из кратке приче коју је раније написала и у којој су јој се отвориле многе теме које је касније разрадила у овом роману. Кроз мрежу женских односа, од породичних, пријатељских до личних емоција базираних на солидарности, узајамном помагању и поверењу, Лемија шаље поруку да љубав јесте простор за овакве односе, те да не треба да устукнемо од ње када нам долази и у друштвено неприхватљивим формама.
Ауторка мотив лезбијске љубави као облика живота на маргини повезује са искуством одрастања у малој средини, далеко од свих центара.

## Радња
Роман У зони прати живот једне тридесетогодишње дјевојке, бивше активне спортискиње која због повреде колена напушта своју спортску каријеру и враћа се у родни град. Покушава да се током неколико летњих месеци суочи са властитим траумама које има из детињства, да нађе себи место у друштву. Да нађе место за себе и своју тренутну везу са девојком и да размисли о томе шта жели у животу даље да ради. Суочава се са оним кроз шта је пролазила, шта је била, али исто тако улази у мрежу женских односа базираних на бескрајној љубави и солидарности. Књигу У зони можемо гледати и као утопију која говори да је љубав – љубав без обзира између кога је.